# Feliciano Polanco Araujo
Gral. Feliciano Polanco Araujo fue un militar mexicano que participó en la Revolución mexicana. Nació en Tlayacapan, Morelos. Fue hijo de Jesús Polanco y de Anastacia Araujo. Se casó a los 17 años con Félix Castro y se trasladó a Yautepec, Morelos. En mayo de 1911 se incorporó a las fuerzas maderistas bajo las órdenes de Lucio Moreno. En 1913 fue hecho prisionero y llevado de leva al norte. En el primer ataque contra los villistas, Polanco se pasó al lado rebelde, integrándose así a las fuerzas de la División del Norte. Operó bajo las órdenes de Maclovio Herrera, con quien llegó a teniente coronel. Más tarde se incorporó a las fuerzas zapatistas y actuó bajo las órdenes de los generales Diego Ruiz y Amador Salazar. En 1920, al triunfo del movimiento de Agua Prieta, se incorporó al Ejército Mexicano en la división comandada por Genovevo de la O. De 1927 a 1929 fue jefe de las Fuerzas Auxiliares del estado de Morelos y combatió a los rebeldes cristeros; después de 1930 se dedicó a la agricultura. Murió en Cuernavaca, Morelos el 21 de octubre de 1943.  